# Sezona lova
Sezona lova (engl. Open Season) je američki animirani film iz 2006. godine, kojeg je producirao Sony Pictures Animation. To je prvi film ovog studija.
Radnja se vrti oko šumska stvorenja koja su tradicionalno lovi udruživanja sezona lovaca. To je također objavljena u IMAX 3D formatu. Videoigre za film je objavljen na više platformi. Film je redatelja Roger Allers (Kralj lavova) i Jill Culton, u kojem su glasove posudili Martin Lawrence, Ashton Kutcher, Debra Messing, Gary Sinise, Jon Favreau, Matthew W. Taylor, Jane Krakowski, Billy Connolly, Georgia Engel, i Patrick Warburton. Producirali su ga Steve Bencich i Ron J. Friedman. Ozren Grabarić u hrvatskoj sinkronizaciji je oživio jelena Elliota, a Goran Navojec medvjeda Boogieja.
Nastavak pod nazivom Sezona lova 2 objavljen je 2008. godine, treći nastavak (Sezona lova 3) je objavljen 2011, a četvrti u 2015.

## Uloge
| Ime          | Engleska inačica  | Hrvatska inačica  |
| ------------ | ----------------- | ----------------- |
| Boog         | Martin Lawrence   | Goran Navojec     |
| Elliot       | Ashton Kutcher    | Ozren Grabarić    |
| Beti         | Debra Missing     | Maja Katić        |
| Shaw         | Gary Sinise       | Slavko Juraga     |
| Gospar Vlaho | Billy Connolly    | Predrag Vušović   |
| Božo         | Gordon Tootoosis  | Ivica Zadro       |
| Janko        | Patrick Warburton | Bojan Navojec     |
| Serge        | Danny Mann        | Sven Medvešek     |
| Gazda        | Jon Favreau       | Branko Meničanin  |
| Roza         | Nika Futterman    | Matija Prskalo    |
| Mare         | Michelle Murdocca | Senka Bulić       |
| Jelena       | Jane Krakowski    | Aleksandra Naumov |
| Žena u ulici | ???               | Zrinka Antičević  |
| Bobi         | Georgia Engel     | Mirela Brekalo    |
| Piroškić     | Cody Cameron      | Sven Šestak       |
| Sob          | ???               | Mile Kekin        |

Ostali glasovi:
- Igor Pavlica
- Maja Kovač
- Korana Serdarević
- Dalibor Ivanović
- Sead Berberović
- Denin Serdarević

Pjesma:
- "Gdje pripadam" (I Belong)
- Izvodi: Aki Rahimovski

- Sinkronizacija: Livada Produkcija
- Redateljica, prijevod i adaptacija dijaloga: Pavlica Bajsić Brazzoduro
- Tonski snimatelj: Ivan Zelić
- Organizacija produkcije: Denin Serdarević

## Vanjske poveznice
- Sezona lova u internetskoj bazi filmova IMDb-a